# Остроух Віталій Іванович
Остроух Віталій Іванович (30 серпня 1976 року) — український географ-картограф, кандидат географічних наук, доцент Київського національного університету імені Тараса Шевченка.

## Біографія
Народився 30 серпня 1976 року в селі Смолянка Куликівського району Чернігівської області. Закінчив 1998 року географічний факультет Київського університету. З 1998—2001 роках аспірант кафедри геодезії та картографії. У Київському університеті працює з 2001 року асистентом, з 2007 року доцентом кафедри геодезії та картографії. Кандидатська дисертація під науковим керівництвом професора В. О. Шевченко «Науково-методичні основи створення навчальних атласів на основі ГІС-технологій (на прикладі атласу для 8-9 класів)» захищена у 2002 році.
Викладає дисципліни: «Цифрова картографія», «ГІС і бази даних», «Муніципальні ГІС», «Топографія», «Комп'ютерні технології в картографії». Керує навчальною практикою зі студентами І курсу геологіного факультету, проводить виробничі практики для студентів-картографів. Фахівець у галузі геоінформаційного картографування, сучасних видів комп'ютерних технологій в картографії, зокрема в напрямі картографічного забезпечення потреб освіти.

## Нагороди і відзнаки
Нагороджений Почесною грамотою Міністерства освіти і науки України у 2006 році.

## Наукові праці
Автор 80 наукових праць та 40 картографічних видань. Основні праці:
1. Геоінформаційні основи еколого-географічного картографування. — К., 2005 (у співавторстві).
2. Картографія: Підручник. / За ред. А. П. Божок. — К., 2008 (у співавторстві).
3. Топографія з основами геодезії: підручник / за ред. А. П. Божок, А. М. Молочка. — К., 2009 (у співавторстві).
4. Морські навігаційні карти: Навчально-методичний посібник для студентів-картографів. — К., 2009 (у співавторстві).
5. Фізична географія України: Інтерактивна карта для 8 класу. — К., 2011 (у співавторстві).
6. Основи геоінформаційних систем і технологій: навчальний посібник. — К., 2013 (у співавторстві).